# Telnice (okres Brno-venkov)
Telnice (2. pád do Telnice, 6. pád v Telnici; německy Telnitz) je obec v okrese Brno-venkov v Jihomoravském kraji, v katastrálním území Telnice u Brna. Rozkládá se v Dyjsko-svrateckém úvalu, přibližně 15 km na jihovýchod od Brna, na silnici II/380 z Brna do Hodonína. Dominantou obce je barokní kostel svatého Jana Křtitele, který stojí na Masarykově náměstí. Žije zde přibližně 1 700 obyvatel. Obec se skládá ze dvou urbanisticky zcela oddělených částí. Hlavní část obce se nachází při silnici Brno–Hodonín, druhou částí je Nádražní čtvrť v těsném sousedství intravilánu sousední obce Sokolnice.
Jedná se o vinařskou obec ve Velkopavlovické vinařské podoblasti (viniční trať Šternovsko).

## Název
Ves se původně jmenovala Vtelnice, což je odvozeno od přívlastku vtelná (tj. voda, říčka atd.), jehož základem je staré vetla - "vrba". Jméno tedy označovalo osadu u vodního toku obrostlého vrbami.

## Historie

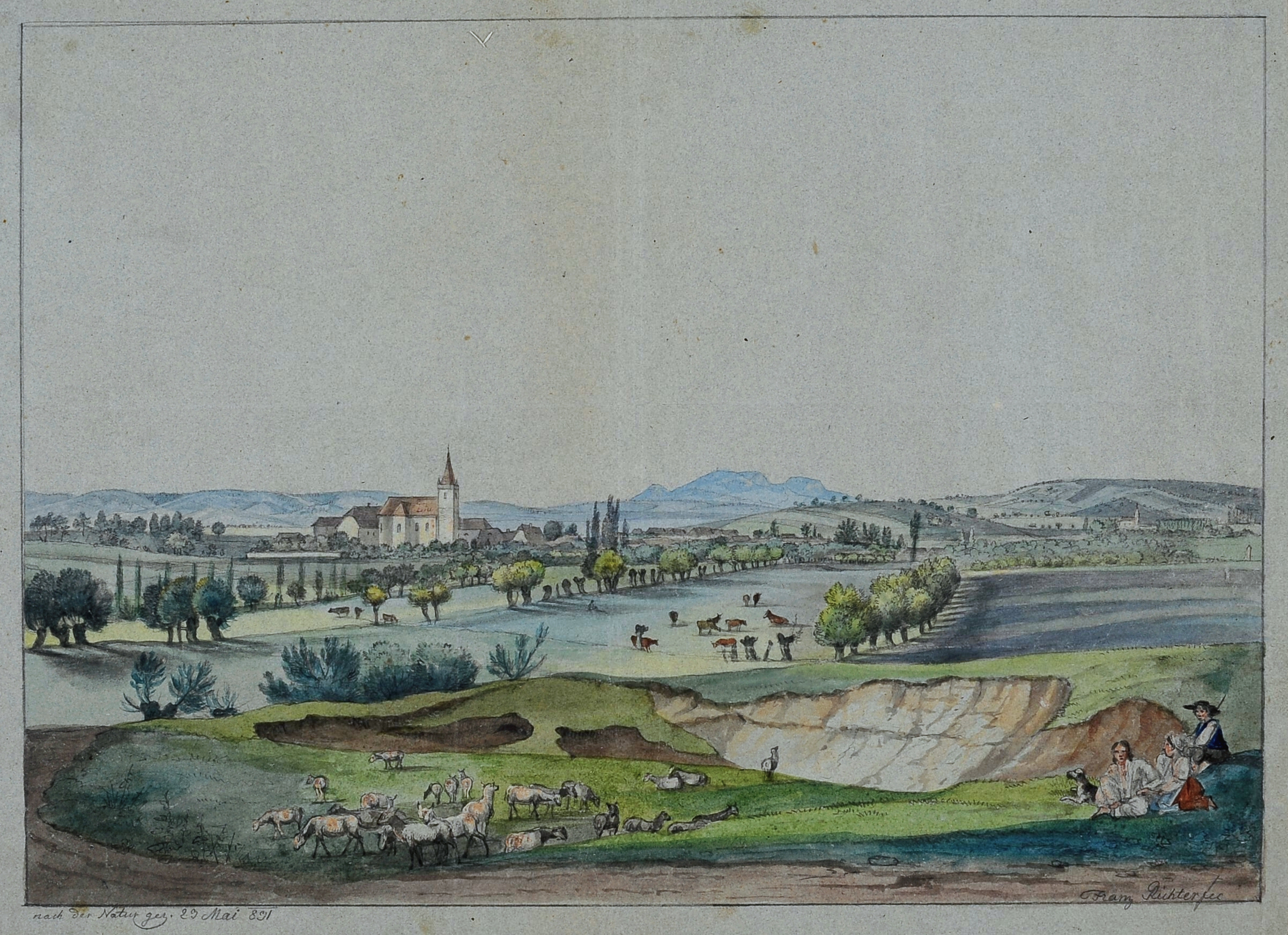
Pohled na Telnici od Franze Richtera, 1831

První písemná zmínka o obci pochází z roku 1244.
Na počátku 17. století zde bylo 38 domů, po třicetileté válce bylo z nich 23 pustých. Roku 1750 zde bylo 39 domů. V roce 1790 zde bylo už 51 domů s 385 obyvateli, roku 1834 to bylo 58 domů a 443 obyvatel. Škola zde byla už před třicetiletou válkou. Po jejím zániku byla postavena roku 1808 nová. Současná budova školy pochází z roku 1889. V září roku 1927 započala elektrifikace obce společností Západomoravské Elektrárny Brno, a.s, která byla dokončena v říjnu stejného roku.
Roku 1952 byla postavena rozvodna Sokolnice, která zasahuje také do telnického katastru.
V roce 1995 získala obec 1. místo v 1. ročníku soutěže Vesnice roku České republiky.

## Obyvatelstvo
| 1869 | 1880 | 1890 | 1900 | 1910 | 1921 | 1930  | 1950  | 1961  | 1970  | 1980  | 1991  | 2001  | 2011  |
| ---- | ---- | ---- | ---- | ---- | ---- | ----- | ----- | ----- | ----- | ----- | ----- | ----- | ----- |
| 619  | 673  | 737  | 801  | 824  | 888  | 1 190 | 1 200 | 1 379 | 1 343 | 1 305 | 1 227 | 1 263 | 1 473 |

## Pamětihodnosti
- Kostel svatého Jana Křtitele z let 1726–1734
- Na telnické faře, která má prastarý původ, spal i Napoleon Bonaparte. Dnešní podoba fary pochází z 19. století z období klasicismu, kterou významně přestavěl hrabě Wladimír Mitrovský z Mitrovic a Nemyšle, držitel vícero statků a panství v Sokolnicích. Na faře čp. 5 jsou uchovány archiválie, nalezená munice z dob napoleonských válek a obrazy duchovních, kteří působili a zemřeli přímo na faře. V kanceláři jsou dochována klasicistní bílá kachlová kamna. Další kamna, jako bílá věžová kamna z pokojů a hnědá válcová z hlavního sálu, se nezachovala. Na faře jsou stoleté dřevěné masivní podlahy, na chodbě je dlažba (20 × 20 cm) z 19. stol. Stropy jsou trámové záklopové později podbité rákosem s omítkou a silnými fabiony s římsou. Pod sálem se nachází sklep s cihlovou valenou klenbou. Na velké půdě s okénky po stranách (později zazděnými) se nachází litinový erb hrabat Mitrovských snesený z fasády po přípojce elektřiny.
- Na vyvýšeném místě ve středu náměstí je stará budova, dnes Restaurace U Laštůvků. Zřejmě se dříve jednalo o rychtu či tvrz, jelikož má stejné parametry jako tvrz v Nemili. Objekt je z masivního smíšeného zdiva. Zachován je velký valeně klenutý sklep s výsečí a v kuchyni s velkou klenbou s výsečí. Objekt je rozdělen, jedna polovina slouží jako zázemí hospody a druhá jako obytný dům.
- Kamenná barokní socha svatého Jana Nepomuckého, kterou daroval obci majitel nedalekého sokolnického panství hrabě Ditrichštejn roku 1740. Několikráte změnila místo umístění. Do 30. let 20. století stávala na severním konci obce, na místě dnešní Sokolovny. Poté byla přemístěna na současné místo mezi farou a Orlovnou.

## Přírodní památky
- Přírodní památka Písky (jižně od obce)
- Telnický dub – památný strom (dub zimní) v lesíku mezi Telnicí a Měnínem, výška 19 m, obvod kmene 363 cm

## Osobnosti
- František Perna, místní učitel a kronikář
- Bohuslav Sobotka, premiér České republiky a předseda ČSSD
- Ladislav Šustr, poslanec a starosta
- František Vykouřil, československý reprezentant v házené
- STEIN27, vlastním jménem Petr Adámek, rapper

## Galerie

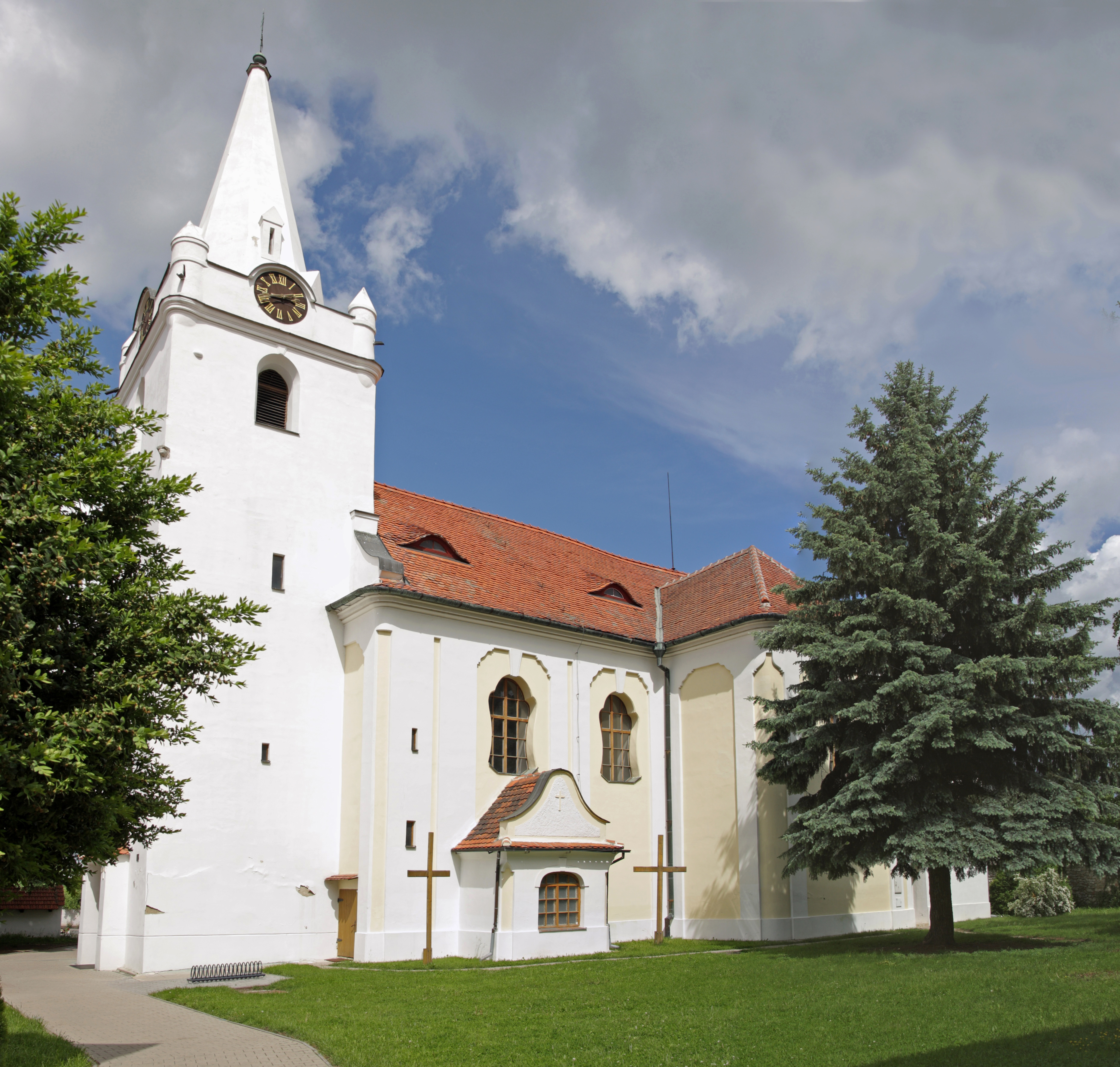
Kostel svatého Jana Křtitele
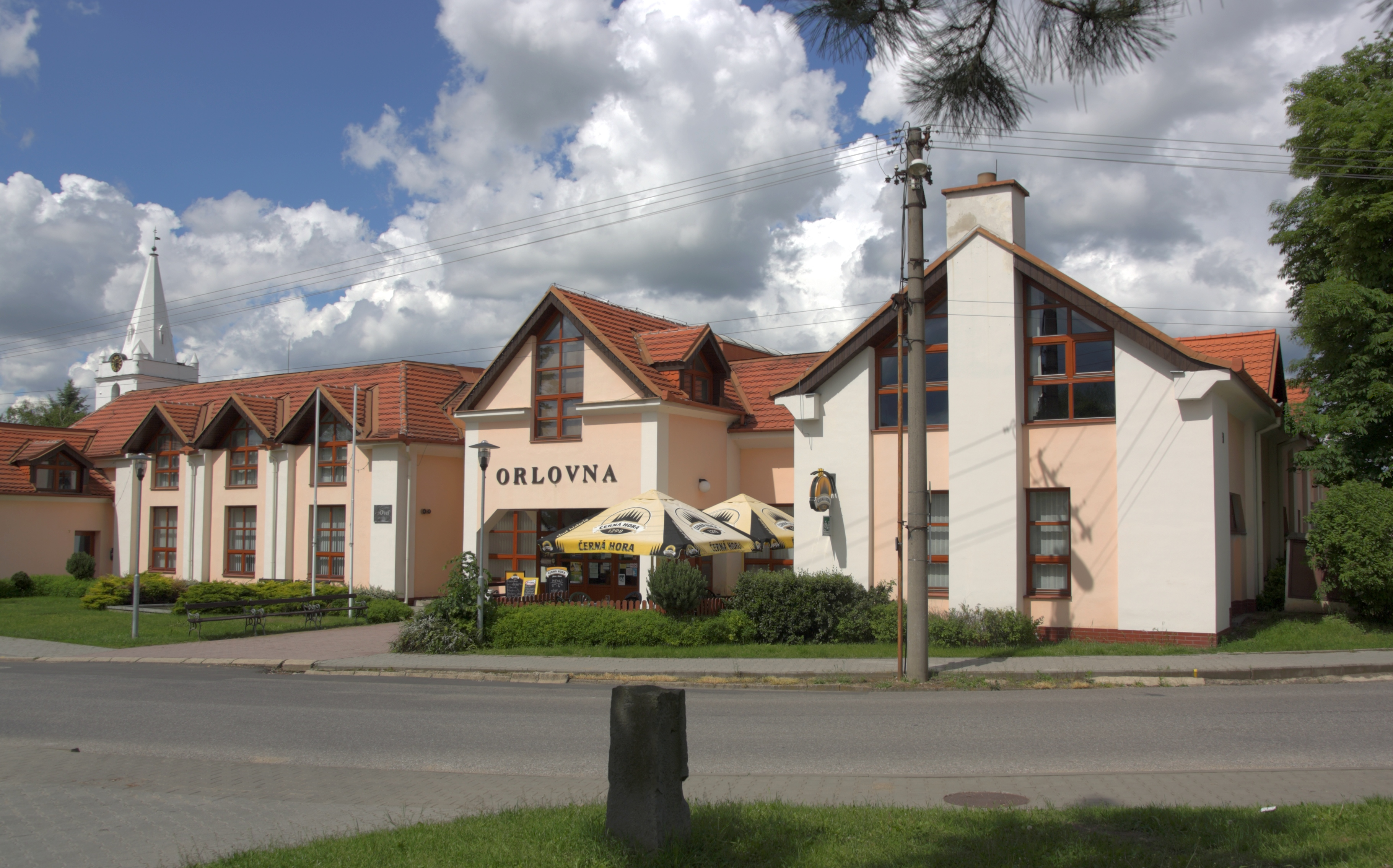
Orlovna
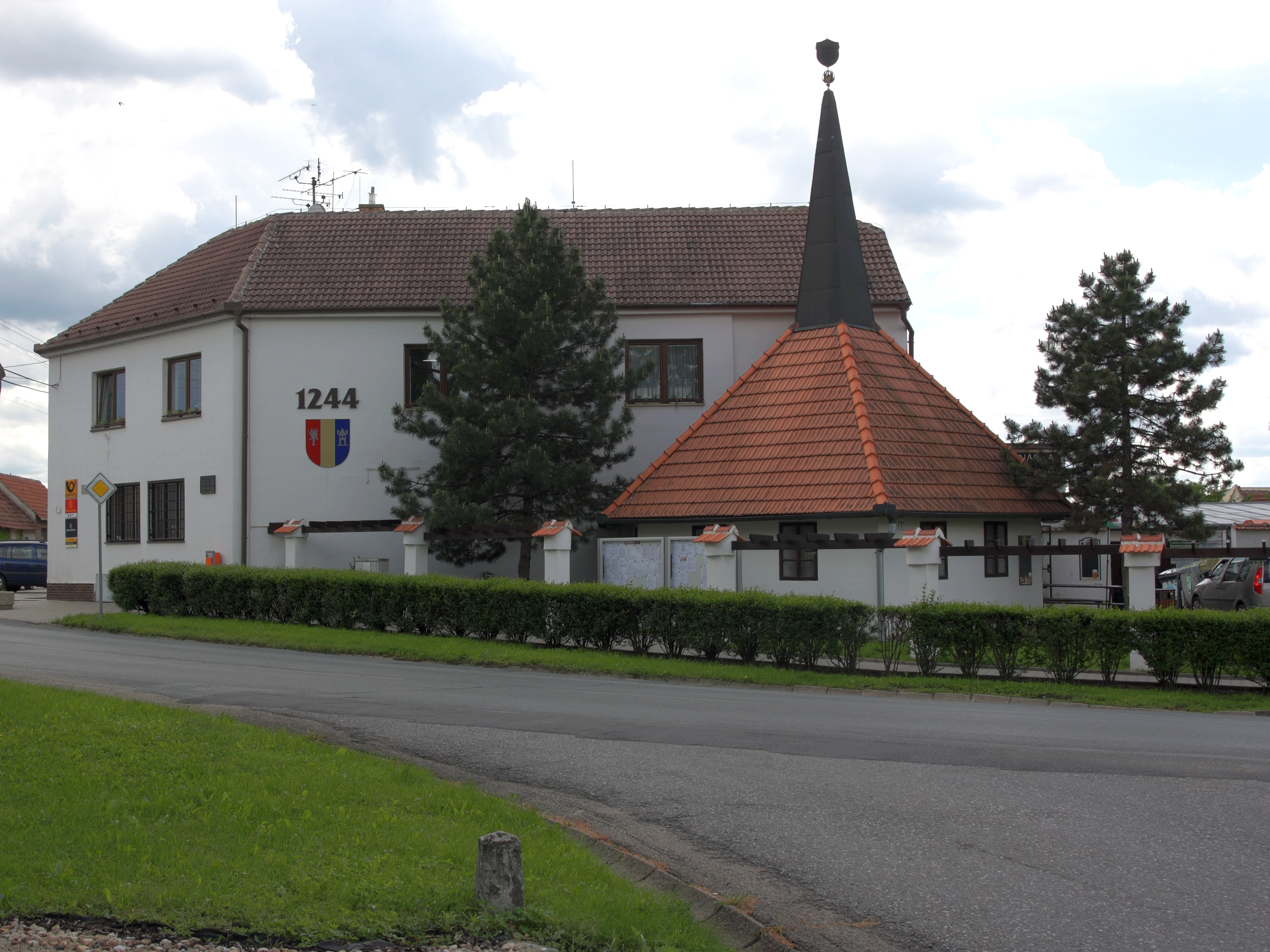
Obecní úřad
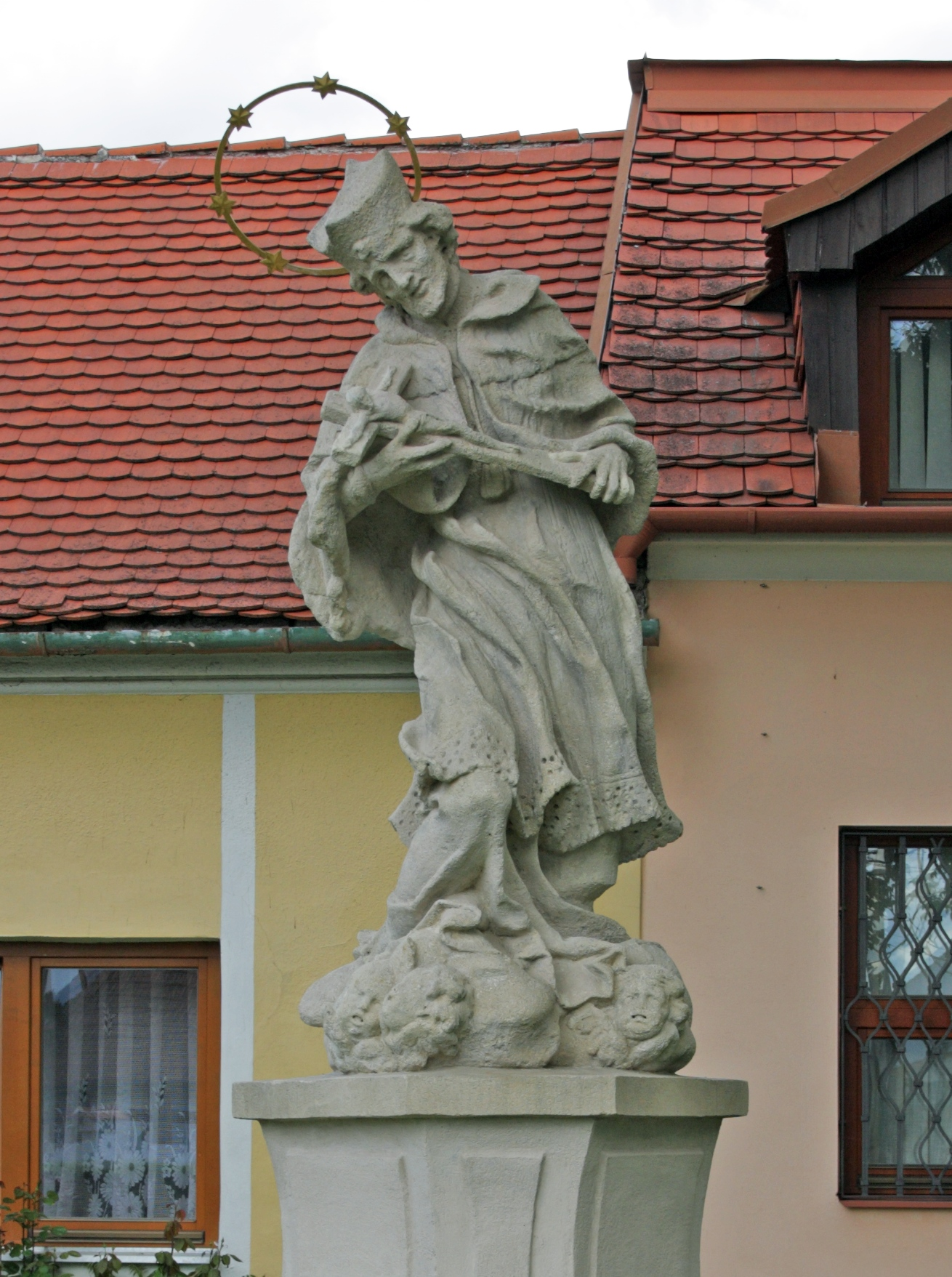
Socha sv. Jana Nepomuckého
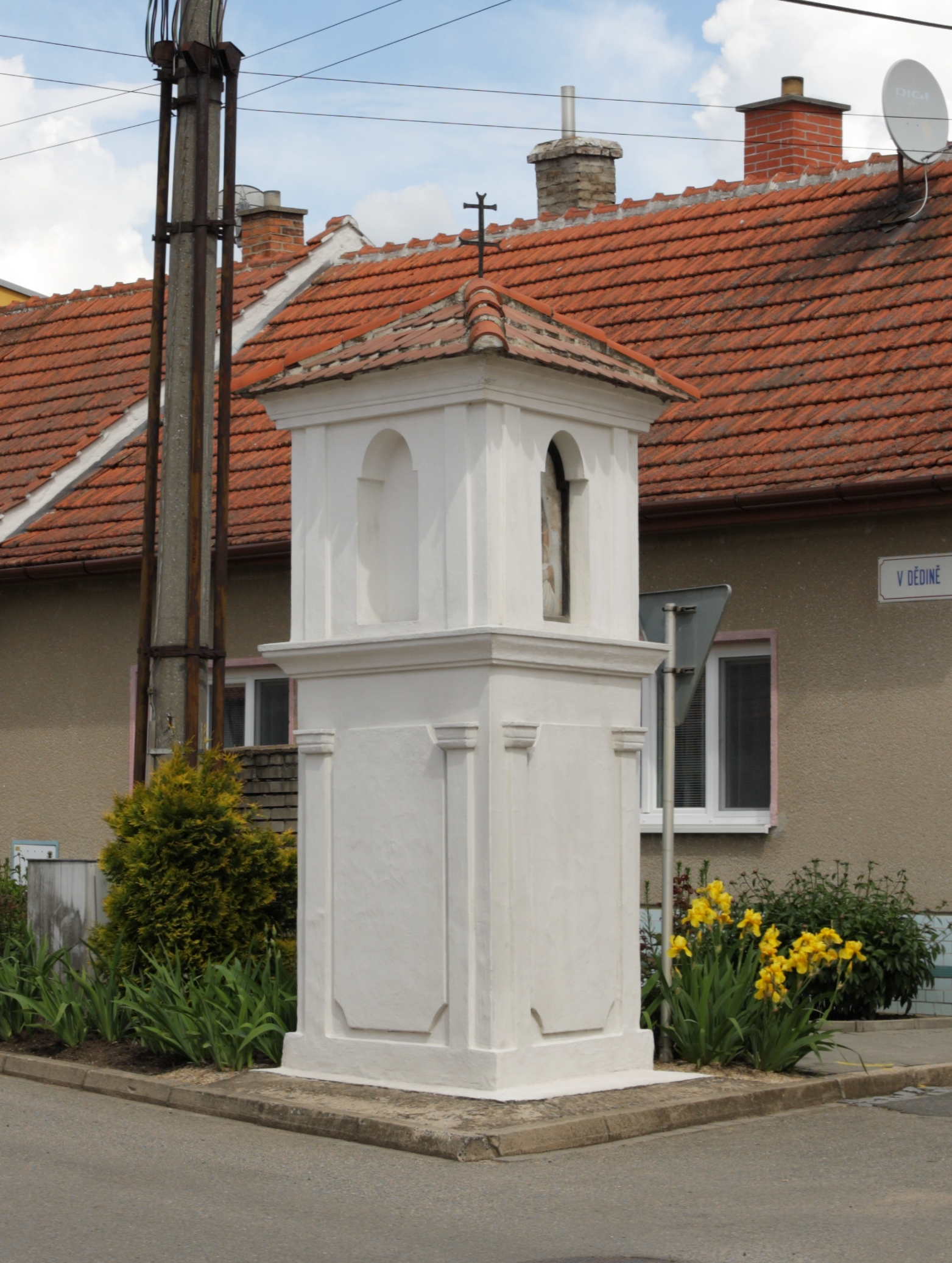
Boží muka na rohu ulic V Dědině a Růžová